# Sao Vàng (xã)
Sao Vàng là một thị trấn thuộc huyện Thọ Xuân, tỉnh Thanh Hóa, Việt Nam.

## Địa lý
Thị trấn Sao Vàng nằm ở phía nam huyện Thọ Xuân, có vị trí địa lý:
- Phía đông giáp xã Xuân Sinh
- Phía tây giáp xã Thọ Lâm và xã Xuân Phú
- Phía nam giáp huyện Triệu Sơn
- Phía bắc giáp xã Xuân Hưng.

Thị trấn Sao Vàng có diện tích 18,69 km², dân số năm 2018 là 9.397 người, mật độ dân số đạt 503 người/km².

## Hành chính
Thị trấn Sao Vàng được chia thành 15 khu phố: 1, 2, 3, 4, 5, 6, 7, 8, 9, 10, 11, Tân Lập, Xuân Hợp, Xuân Long, Xuân Tâm.

## Lịch sử
Phần lớn địa bàn thị trấn Sao Vàng hiện nay trước đây là xã Xuân Thắng thuộc huyện Thọ Xuân. Xã Xuân Thắng được thành lập vào năm 1953 trên cơ sở tách một phần diện tích và dân số của xã Tân Hưng.
Ngày 8 tháng 3 năm 1967, Bộ Nội vụ ban hành Quyết định số 89-NV. Theo đó, thành lập thị trấn nông trường Sao Vàng thuộc huyện Thọ Xuân.
Ngày 5 tháng 8 năm 1999, Chính phủ ban hành Nghị định số 65/1999/NĐ-CP. Theo đó, giải thể thị trấn nông trường Sao Vàng và thành lập thị trấn Sao Vàng trên cơ sở 4.950 người của thị trấn nông trường Sao Vàng đang quản lý, 102,5 ha diện tích tự nhiên của xã Thọ Lâm, 186,5 ha diện tích tự nhiên của xã Xuân Thắng.
Sau khi thành lập, thị trấn Sao Vàng có 289 ha diện tích tự nhiên và 4.950 người. Xã Xuân Thắng còn lại 1.547,5 ha diện tích tự nhiên và 4.126 người.
Ngày 20 tháng 6 năm 2018, Bộ Xây dựng ban hành Quyết định số 834/QĐ-BXD công nhận đô thị Lam Sơn – Sao Vàng (gồm các thị trấn Lam Sơn, Sao Vàng; các xã Thọ Xương, Xuân Bái, Xuân Lam và một phần các xã Thọ Lâm, Xuân Phú, Xuân Thắng) là đô thị loại IV.
Đến năm 2018, thị trấn Sao Vàng có diện tích 2,55 km², dân số là 3.113 người, mật độ dân số đạt 1.221 người/km², gồm 4 khu phố: 1, 2, 3, 4. Xã Xuân Thắng có diện tích 16,14 km², dân số là 6.284 người, mật độ dân số đạt 389 người/km², gồm 11 thôn: 1, 2, 3, 4, 5, 6, 7, 8, 9, 10, 11.
Ngày 16 tháng 10 năm 2019, Ủy ban Thường vụ Quốc hội ban hành Nghị quyết số 786/NQ-UBTVQH14 về việc sắp xếp các đơn vị hành chính cấp xã thuộc tỉnh Thanh Hóa (nghị quyết có hiệu lực từ ngày 1 tháng 12 năm 2019). Theo đó, sáp nhập toàn bộ diện tích và dân số của xã Xuân Thắng vào thị trấn Sao Vàng.

## Giao thông
Thị trấn Sao Vàng nằm dọc theo quốc lộ 47, điểm nối giữa thị trấn Lam Sơn với thị trấn Rừng Thông và với thành phố Thanh Hóa.
Thị trấn Sao Vàng cũng có sân bay Thọ Xuân (sân bay Sao Vàng), một sân bay hỗn hợp quân sự - dân dụng. Nội dung quy hoạch thời kỳ 2021-2030 là sân bay quốc tế, có chức năng dự bị cho Cảng Hàng không quốc tế Nội Bài, sân bay dùng chung dân dụng và quân sự.
Thị trấn Sao Vàng cũng nằm bên tuyến kênh Nhà Lê, là tuyến đường thủy đầu tiên trong lịch sử Việt Nam từ kinh đô Hoa Lư đến Đèo Ngang và được xem là tuyến đường Hồ Chí Minh trên sông vì những đóng góp cho các cuộc chiến tranh của người Việt.
Có 1 tuyến xe buýt số 4 chạy từ thành phố Thanh Hóa đến thị trấn.

### Đường phố
Trên địa bàn thị trấn Sao Vàng có 5 đường và 12 phố:
| - Đường Lê Hiến Tông - Đường Sao Vàng - Đường Trần Hoành - Đường Lê Thần Tông - Đường Lê Dụ Tông | - Phố Nguyễn Mậu Tuyên - Phố Trịnh Khắc Phục - Phố Lý Lăng - Phố Nguyễn Lỗi - Phố Lê Khả Lãng - Phố Lê Tân | - Phố Lê Trọng Bích - Phố Lê Hoằng Dục - Phố Lê Sao - Phố Đỗ Huy Kỳ - Phố Lê Quan Sát - Phố Lê Tranh |